# Андрей Ляпчев (булевард в София)
„Андрей Ляпчев“ е булевард в София, България. Наречен е на българския политик от Македония Андрей Ляпчев, министър-председател на България от 1926 до 1931 година.
Булеварда е разположен на територията на районите Студентски и Младост, от булевард „Свети Климент Охридски“ на запад до улиците „Генерал Радко Димитриев“ и „Ресен“ на изток, пресичайки булевардите „Андрей Сахаров“ и „Александър Малинов“. Той е една от двете пътни връзки между кварталите „Дървеница“ и „Младост“, като по по-голямата част от дължината си има две обособени пътни платна.